# Culti ateniesi
Ogni città della Grecia antica possedeva specificità culturali che gli consentivano di rafforzare la propria identità. Questi adattamenti sono facilitati dall'assenza di dogmi scritti e dall'attaccamento del clero al potere politico. Sono generalmente caratterizzati dall'esistenza di una divinità tutelare e da una storia romanzata e poi sacralizzata. Ad Atene troviamo questi elementi in un mito fondativo.

## Mito fondativo
La città fu fondata secondo il mito da Cecrope, un serpente nativo della terra d'Attica e primo re del luogo. Per Erodoto, gli dei dell'Olimpo non erano assenti a questa fondazione. Infatti, Atena e Poseidone si disputarono la protezione della città e, per sedurre gli abitanti, offrirono rispettivamente la prima un olivo e dei cavalli. Il regalo della dea era quello che seduceva di più i nativi. Cecrope scelse l'ulivo, che fu la base dell'agricoltura in Attica nei tempi antichi; in cambio, la città prese il nome della sua nuova dea protettrice, scegliendo come emblema il gufo (comunemente l'animale che rappresenta Atena), con la promessa di non praticare sacrifici umani e adorare Zeus come re degli dei. L'Eretteo, tempio dell'Acropoli, fu costruito in memoria di questo evento sul luogo in cui sarebbe stata fatta la scelta del sovrano. Oltre Cecrope Erittonio, un altro leggendario re di Atene, è considerato il fondatore della festa delle Panatenee e l'inventore del carro, ispirato da Atena. Fu in suo onore che l'Eretteo fu costruito.
Infine, il leggendario re Teseo che è il capo del sinecismo ateniese, dopo aver rilasciato la sua città cretese al giogo imposto dal Minotauro, il ricordo del sinecismo è stato guardato dai sinecisti (συνοικίαι / sunoikíai), celebrando ogni anno il sedicesimo giorno del mese delle Ecatombi.

## Religione civica
Teofrasto scrisse che le antiche prescrizioni del culto ateniese erano state copiate sul regolamento delle cerimonie dei Coribanti cretesi. La religione occupa un posto preponderante nella vita dei greci, tutti gli eventi sono legati alla volontà divina. Per l'ateniese si aggiunge a questo forte rispetto greco per i culti e i miti particolare devozione alla loro dea protettrice a causa dell'attribuzione ad Athena dell'invenzione dell'olio di oliva, essenza dell'agricoltura per gli abitanti dell’Attica, così come i successi militari della città dall'assimilazione della dea della Vittoria Nike ad Athena. L'importanza data a quest'ultima all'interno del Pantheon, pertanto, aumentò solo con l'aumento della dominazione militare ateniese che viene tradotta con un vero e proprio imperialismo. La ricchezza di questa egemonia, tra cui il tributo della Lega di Delo è stato utilizzato per costruire i magnifici templi dell'Acropoli, l'obiettivo era di ringraziare la dea benefattrice per impressionare altre città. L'influenza culturale ateniese beneficiava anche della nuova fortuna della città, il teatro diventava gratuito per i cittadini. Questo intrattenimento, il più popolare, era collegato al dio Dioniso, il cui culto festivo sembrava essere il più stimato nell'antica Grecia. Questa divinità era quindi il principale contrappeso a un dominio dello spazio religioso ateniese da parte dell'unica dea Atena. Per capire l'importanza della religione nella società ateniese, dobbiamo sapere che al suo apice erano riportati più di 100 giorni non lavorativi per onorare le divinità, tra cui Dioniso e Atena.
La religione Ateniese si distingue non solo per la sua forte concentrazione su queste due divinità, ma anche per la sua funzione di integrazione. Le panatenee, le più grandi feste di Atene, esclusivamente in onore di Atena, erano quindi un'occasione per riunire tutti gli abitanti della città tra cui i meteci (stranieri), le donne e i bambini che sfilavano in coda alla processione andando al tempio dell’Eretteo con il peplo, una lunga tunica appositamente tessuta da cento ragazze ateniesi per coprire la statua lignea di Atena Polia (protettrice). La partecipazione di tutti a questo rito centrale della religione ateniese era il vero simbolo del carattere dell'unità sociale di questa religione, e quindi consentiva d’essere considerarla come "civica".
La religione non costituisce un cemento della società ateniese unicamente attraverso questa celebrazione, come dimostrano le Tesmoforie, celebrazioni riservate alle donne, durante le quali la preda veniva sacrificata a Demetra. Questa religione civica faceva parte di un contesto più ampio rappresentato dalle liturgie, compiti di interesse generale finanziati da un ricco cittadino, alcuni dei quali erano religiosi come l'organizzazione di spettacoli teatrali gratuiti.

## Adattamenti democratici
Il nuovo regime di democrazia ateniese, creato da Clistene, arricchisce la religione ufficiale di un nuovo culto, basato sui miti preesistenti e che legittima la riorganizzazione spaziale dell'Attica. Rafforza quindi l'aspetto civico della religione ateniese. Così, le entità politiche su cui si muovono le nuove istituzioni democratiche, le 10 tribù, che ricevono la protezione di un eroe eponimo, che sono queste:
- Eretteide
- Egeide
- Pandionide
- Leontide
- Acamantide
- Eneide
- Cecropide
- Ippotoontide
- Aiantide
- Antiochide

Le celebrazioni si svolgono sull'agorà in onore di questi protettori locali, tuttavia la credenza è debole, questa nuova adorazione non incontra alcun fervore popolare. Soprattutto, funge da simbolo della coesione ateniese, come dimostra l'esistenza del monumento agli eroi eponimi, composto da 10 statue di bronzo che rappresentano tutti questi eroi e situato di fronte al Bouleuterion, vale a dire, al centro di Atene: questa piattaforma serviva per esporre i decreti e le leggi dell'Ecclesia.